# Chiesa di San Francesco di Paola (Rio de Janeiro)
La chiesa di San Francesco di Paola (in portoghese Igreja de São Francisco de Paula) è un luogo di culto cattolico situato in largo de São Francisco de Paula a Rio de Janeiro.

## Storia
Nel 1759, su iniziativa della confraternita dell'Ordine dei Minimi, fu posta la prima pietra della chiesa. A causa dell'esiguità delle risorse, i lavori si trascinarono a lungo. Solo 42 anni dopo la posa della prima pietra, una parte della chiesa fu considerata terminata e vi fu trasferita l'immagine del Patrono.
All'inaugurazione, avvenuta il 7 marzo 1865, vi partecipò l'imperatore Pietro II e la consorte Teresa Cristina.

## Descrizione
La chiesa, costruita in stile neoclassico, presenta un'imponente facciata, composta da tre segmenti separati da belle lesene bugnate, decorate fino all'ampia gronda e che riflettono l'architettura tradizionale portoghese. La facciata è movimentata, con un frontone curvilineo in bugnato sostenuto da lesene toscane. Nelle due torri, coronate da cupolini rivestiti di piastrelle colorate, si trovano quattro campane con due orologi ciascuna. L'attuale portale, opera del maestro Antônio de Pádua e Castro, è frutto di una sostituzione successiva e introduce un elemento neoclassico nel frontespizio. Al maestro Valentim si deve l'intaglio sia del presbiterio che della cappella privata di Nostra Signora della Vittoria, e queste opere appartengono alla sua ultima fase. I dipinti alle pareti sono di Manoel da Cunha, uno schiavo che riuscì a perfezionare le sue tecniche in Europa e a comprarsi la libertà con il guadagno del suo lavoro.